# Sh2-22
Sh2-22 (également connue sous le nom de RCW 144) est une grande nébuleuse en émission visible dans la constellation du Sagittaire.
Elle est située sur le bord ouest de la constellation, à une courte distance de la brillante Nébuleuse de la Lagune. Elle s'étend sur environ un degré et entoure l'étoile 63 Ophiuchi. La période la plus propice à son observation dans le ciel du soir se situe entre juin et novembre. Étant dans des déclinaisons modérément méridionales, son observation est facilitée à l'hémisphère sud.
C'est une nébuleuse annulaire étendue qui se développe autour de 63 Ophiuchi (HD 162978), une géante bleue de classe spectrale O8III et d'une magnitude apparente de 6,19. Cette étoile est située en bordure d'une association OB étendue, connue sous le nom de Sagittarius OB1, liée à la Nébuleuse de la Lagune et dont le centre est à environ 1 400 pc (∼4 570 al). Il a été émis l'hypothèse que cette grande structure nébuleuse pourrait être due à l'action combinée du rayonnement, du vent stellaire et de l'éventuelle explosion en supernova de certains membres de l'association Sagittaire OB1. Un nuage aux caractéristiques similaires est Sh2-119, dans la constellation du Cygne, qui entoure l'étoile 68 Cygni, également de classe spectrale O.